# Dannenberg (Elba)
Dannenberg é uma cidade da Alemanha localizada no distrito de Lüchow-Dannenberg, estado da Baixa Saxônia.
É membro e sede do Samtgemeinde de Elbtalaue.